# 영록

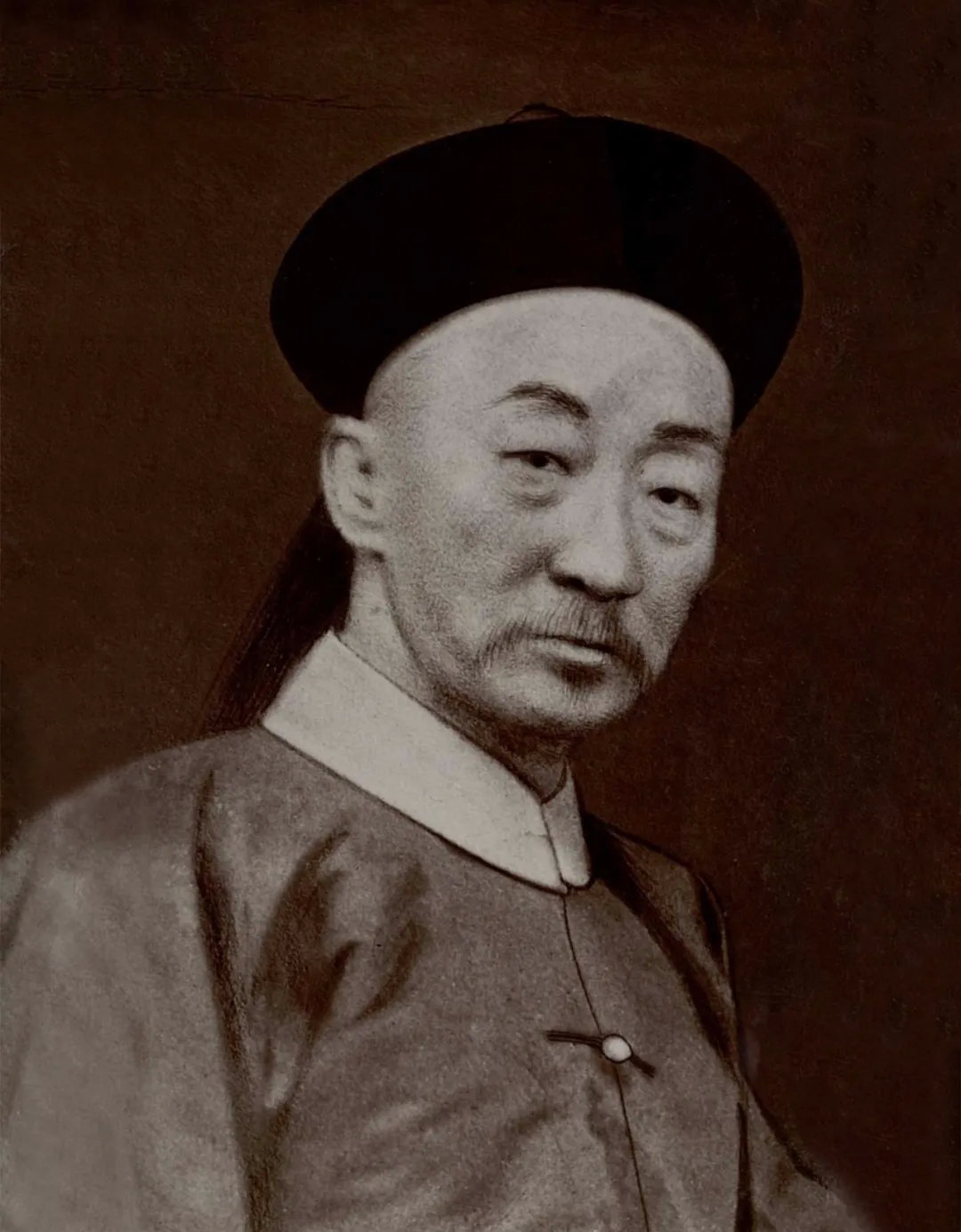
영록

영록(榮祿, 1836년 - 1903년 4월 11일)는 청나라 말기의 군인, 정치가이다. 만주족 정백기의 기인으로 가문은 구왈갸 씨(Gūwalgiya, 瓜爾佳氏). 딸 유란은 순친왕 재풍에게 시집을 가서 마지막 황제 선통제 푸이의 어머니가 되었다.

## 생애
1852년 (함풍 2년), 같은 구왈갸 씨인 문상으로부터 격찬을 받은 덕분에 16세의 젊은 나이로 관직에 출사했다. 이후에는 내무부대신, 공부상서, 총리각국사무아문 대신 등을 거쳐 청일전쟁 때는 보군통령으로 군무를 보았다. 1895년 (광서 21년), 원세개를 발탁하고 신건육군을 창설했다.
1898년 (광서 24년), 서태후가 원세개 등과 함께 일으킨 반변법의 정변(무술정변)으로 직례총독 겸 북양대신으로 그 군사력을 가지고 캉유웨이 등의 무술변법을 좌절시켰다. 정변 후 군기대신이 되어 병부와 북양 각 군을 관리하고 송경, 동복상, 섭사성, 원세개의 북양 각 군을 함께 무위군(武衛軍)을 창설했다.
1900년 (광서 26년)에 발발한 의화단의 난에서는 주전파를 반대했고, 공사관 지역을 공격하라는 명령받았지만, 반대로 공사관 지역을 보호하는 태도를 취했다. 난이 끝난 후 양강총독 유곤일과 호광총독 장지동이 주장했던 '강초회주삼절'(江楚會奏三折)의 변법(광서신정)을 지지하는 자세로 전환했다.